# Yaso (rey de Orcómeno)
En la mitología griega Yaso (Ἴασος) o Yasio (Ἰάσιος) era, según un escolio, un poderoso rey de Orcómeno e hijo de una tal Perséfone (sic.), a su vez hija de Minias. En el mismo texto no se especifica quién era su padre. Otros varían su genealogía y dicen que Yaso fue hijo de Eleuter. En la genealogía épica Yaso fue padre, sin mencionar el nombre de su consorte, de Anfión, y éste a su vez tuvo a Cloris, la esposa de Neleo. Otros dicen que el mismo Anfión también engendró a Filómaca, la esposa de Pelias, acaso como un intento de vincular a los hermanos Neleo y Pelias con un mismo suegro. Los hay que dicen que Yaso fue también padre de la hermosa Astreide o Astréis, de quien gozó Apolo. Este Yasio también es mencionado por Pausanias: «los (habitantes) de Tanagra dicen que su fundador fue Pemandro, hijo de Queresileo, hijo de Yasio, hijo de Eleuter».